# Blochinger Ried
Das Gebiet Blochinger Ried ist ein mit Verordnung vom 30. Mai 1983 des Regierungspräsidiums Tübingen ausgewiesenes Naturschutzgebiet (NSG-Nummer 4.106) im Nordosten der baden-württembergischen Stadt Mengen im Landkreis Sigmaringen in Deutschland.

## Lage
Das rund 28 Hektar große Naturschutzgebiet Blochinger Ried gehört naturräumlich zu den Donau-Ablach-Platten. Es liegt etwa fünfeinhalb Kilometer nordöstlich der Mengener Stadtmitte, in einer Mulde am südlichen Rand der Schwäbischen Alb, in der Gemarkung Blochingen, auf einer durchschnittlichen Höhe von 588 m ü. NN

## Beschreibung
Die Mulde entstand vor knapp 200.000 Jahren während der Riß-Kaltzeit, als sich hier vor einer Zunge des Rheingletschers vermutlich eine Umlaufrinne bildete. Nach dem Abschmelzen des Gletschers blieb in dem nur schlecht entwässerten Gebiet eine Feuchtfläche übrig, die nach und nach verlandete. 
Heute verläuft im Blochinger Ried die vermoorte Wasserscheide zwischen dem nach Osten entwässernden Soppenbach und dem nach Westen abfließenden Kalten Brunnen. Das reichliche Hangwasser, das aus einem Molasse-Rücken im Süden austritt, hohe Niederschläge und die Sickerwässer aus den landwirtschaftlichen Nutzflächen in der Umgebung sorgen im Schutzgebiet immer noch für eine starke Durchnässung. Wie in den meisten anderen Mooren versuchte man auch hier, dem Gelände durch Torfstechen oder Trockenlegung einen Nutzen abzugewinnen. Diese erfolglosen Bemühungen wurden wieder aufgegeben, ihnen fiel aber die ursprüngliche Pflanzendecke zugunsten einer sekundären Vegetation, die von den menschlichen Eingriffen stark beeinflusst wurde, weitgehend zum Opfer. Dabei handelt es sich im Wesentlichen um ein relativ artenarmes Kleinseggenried. Im Bereich der ehemaligen Torfstiche, der Bäche und Gräben findet man jedoch auch eine vielfältige Feuchtgebiets-Flora.

## Schutzzweck
Wesentlicher Schutzzweck ist die Erhaltung des vielfältigen Feuchtbiotops in seiner Eigenschaft als wichtiges Element des Biotop-Verbundsystems.

### Partnerschutzgebiete
Das Naturschutzgebiet Blochinger Ried ist Teil sowohl des FFH-Gebiets Donau zwischen Riedlingen und Sigmaringen (7922342) als auch des Naturparks Obere Donau.

## Flora und Fauna

### Fauna
Folgende, nach Klassen, Ordnungen, Familien und/oder Arten sortierte Tierarten (Auswahl) sind im Gebiet Blochinger Ried erfasst:

#### Amphibien (Amphibia)
- Echte Frösche (Ranidae)
  - Grasfrosch (Rana temporaria)
  - Teichfrosch (Pelophylax „esculentus“)
- Kröten (Bufonidae)
  - Erdkröte (Bufo bufo)

#### Insekten (Insecta)
Heuschrecken (Orthoptera)

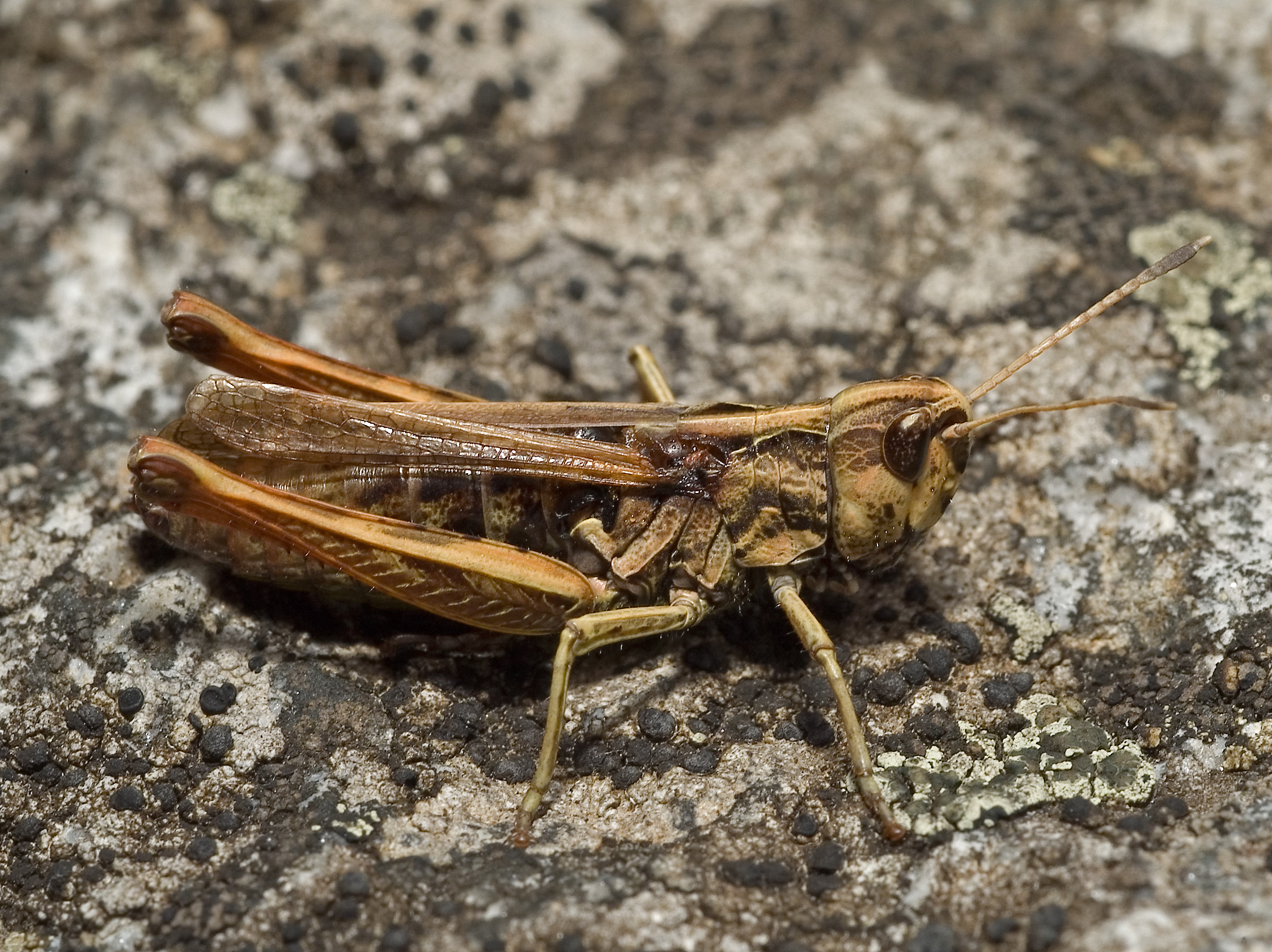
Rote Keulenschrecke

- Bunter Grashüpfer (Omocestus viridulus)
- Gemeiner Grashüpfer (Chorthippus parallelus)
- Gewöhnliche Strauchschrecke (Pholidoptera griseoaptera)
- Große Goldschrecke (Chrysochraon dispar)
- Grünes Heupferd (Tettigonia viridissima)
- Kleine Goldschrecke (Chrysochraon brachyptera)
- Kurzflügelige Beißschrecke (Metrioptera brachyptera)
- Langflügelige Schwertschrecke (Conocephalus discolor)
- Roesels Beißschrecke (Metrioptera roeselii)
- Rote Keulenschrecke (Gomphocerippus rufus)
- Sumpfgrashüpfer (Chorthippus montanus)
- Sumpfschrecke (Mecostethus grossus)

Libellen (Odonata)

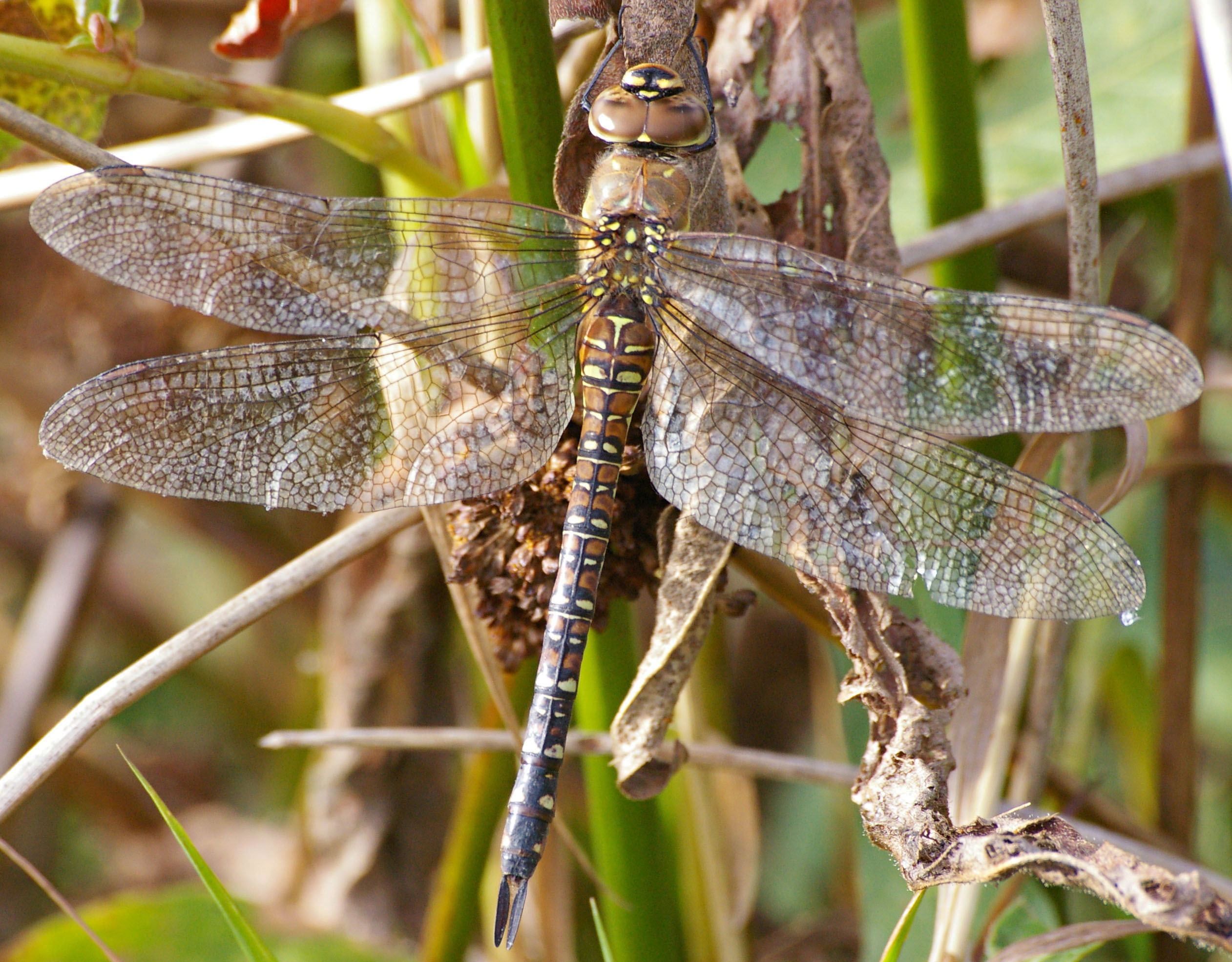
Herbst-Mosaikjungfer

- Blaugrüne Mosaikjungfer (Aeshna cyanea)
- Blutrote Heidelibelle (Sympetrum sanguineum)
- Frühe Adonislibelle (Pyrrhosoma nymphula)
- Gebänderte Prachtlibelle (Calopteryx splendens)
- Gefleckte Smaragdlibelle (Somatochlora flavomaculata)
- Gemeine Becherjungfer (Enallagma cyathigerum)
- Gemeine Binsenjungfer (Lestes sponsa)
- Gemeine Heidelibelle (Sympetrum vulgatum)
- Gemeine Winterlibelle (Sympecma fusca)
- Glänzende Binsenjungfer (Lestes dryas)
- Große Heidelibelle (Sympetrum striolatum)
- Große Königslibelle (Anax imperator)
- Große Pechlibelle (Ischnura elegans)
- Herbst-Mosaikjungfer (Aeshna mixta)
- Hufeisen-Azurjungfer (Coenagrion puella)
- Kleine Pechlibelle (Ischnura pumilio)
- Plattbauch (Libellula depressa)
- Schwarze Heidelibelle (Sympetrum danae)
- Vierfleck (Libellula quadrimaculata)
- Weidenjungfer (Lestes viridis)

Schmetterlinge (Lepidoptera) oder Falter
- Admiral (Vanessa atalanta)

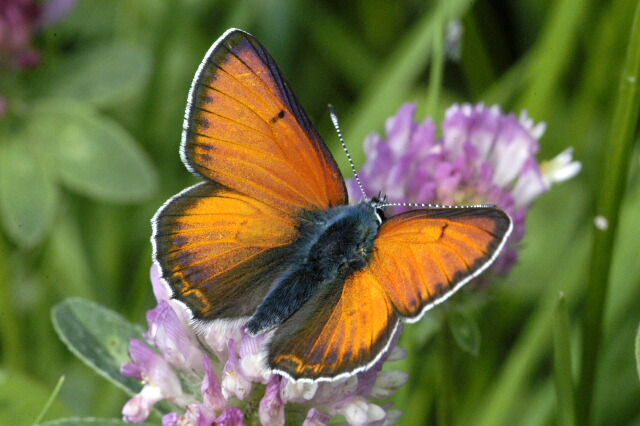
Lilagold-Feuerfalter

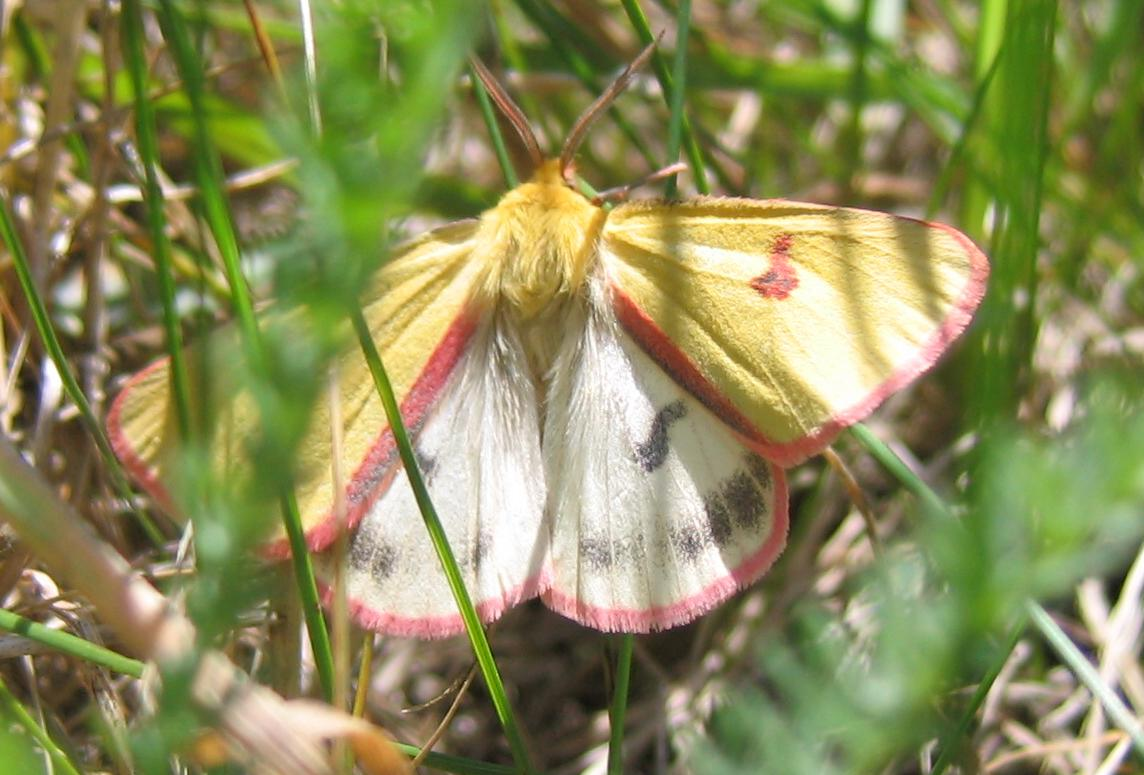
Rotrandbär

- Baldrian-Scheckenfalter (Melitaea diamina)
- Blaukernauge (Minois dryas)
- Brauner Waldvogel (Aphantopus hyperantus)
- Braunfleckiger Perlmuttfalter (Clossiana selene), Schmetterling des Jahres 2013
- Braunkolbiger Braun-Dickkopffalter (Thymelicus sylvestris)
- C-Falter (Polygonia c-album)
- Distelfalter (Vanessa cardui)
- Gammaeule (Autographa gamma)
- Großer Kohlweißling (Pieris brassicae)
- Großer Perlmuttfalter (Mesoacidalia aglaja)
- Großes Ochsenauge (Maniola jurtina)
- Grünader-Weißling (Artogeia napi)
- Hauhechel-Bläuling (Polyommatus icarus)
- Heidespanner (Ematurga atomaria)
- Kaisermantel (Argynnis paphia)
- Kleiner Fuchs (Aglais urticae)
- Kleiner Kohlweißling (Pieris rapae)
- Kleines Wiesenvögelchen (Coenonympha pamphilus)
- Landkärtchen (Araschnia levana), Schmetterling des Jahres 2007
- Lilagold-Feuerfalter (Palaeochrysophanus hippothoe)
- Mädesüß-Perlmuttfalter (Brenthis ino)
- Randring-Perlmuttfalter (Proclossiana eunomia)
- Rotbraunes Wiesenvögelchen (Coenonympha glycerion)
- Rotklee-Bläuling (Cyaniris semiargus)
- Rotrandbär (Diacrisia sannio)
- Rundaugen-Mohrenfalter (Erebia medusa)
- Schachbrett (Melanargia galathea)
- Tagpfauenauge (Inachis io), Schmetterling des Jahres 2009
- Wachtelweizen-Scheckenfalter (Mellicta athalia)
- Zitronenfalter (Gonepteryx rhamni)

#### Reptilien (Reptilia)
- Schuppenkriechtiere (Squamata)

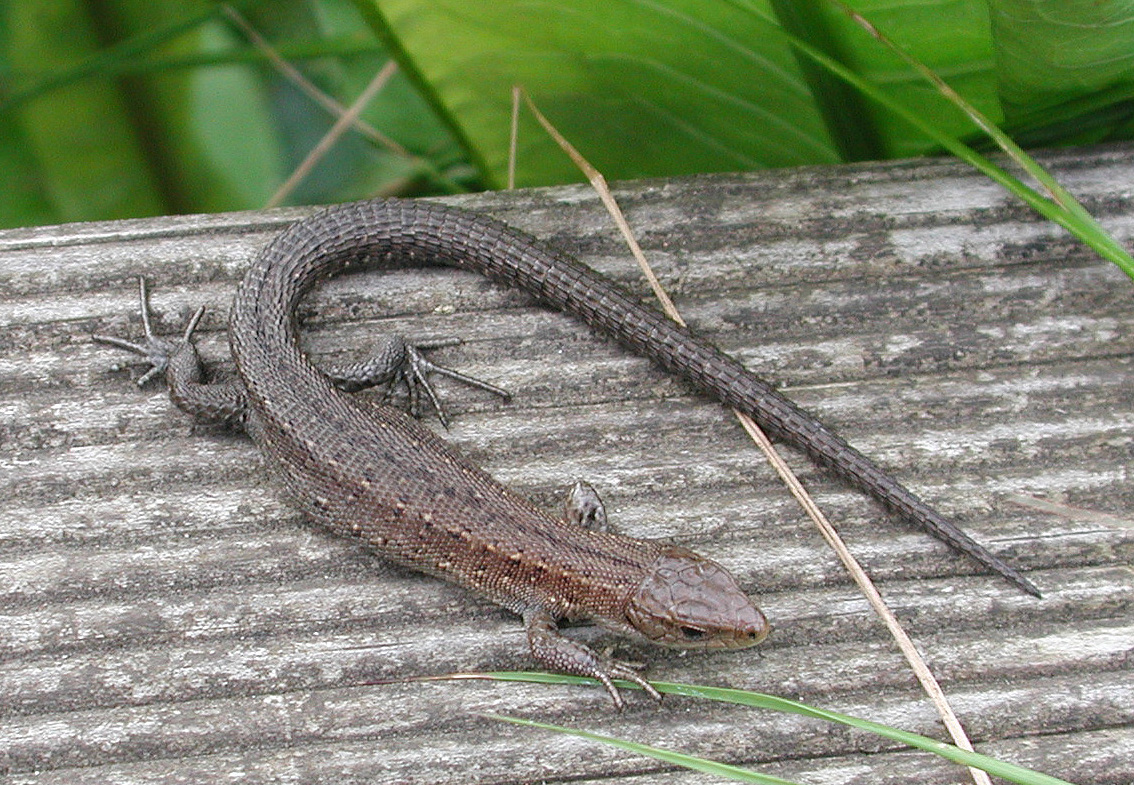
Waldeidechse

  - Waldeidechse (Lacerta vivipara), auch Berg- oder Mooreidechse; Reptil des Jahres 2006

#### Vögel (Aves)
- Ammern (Emberizidae)

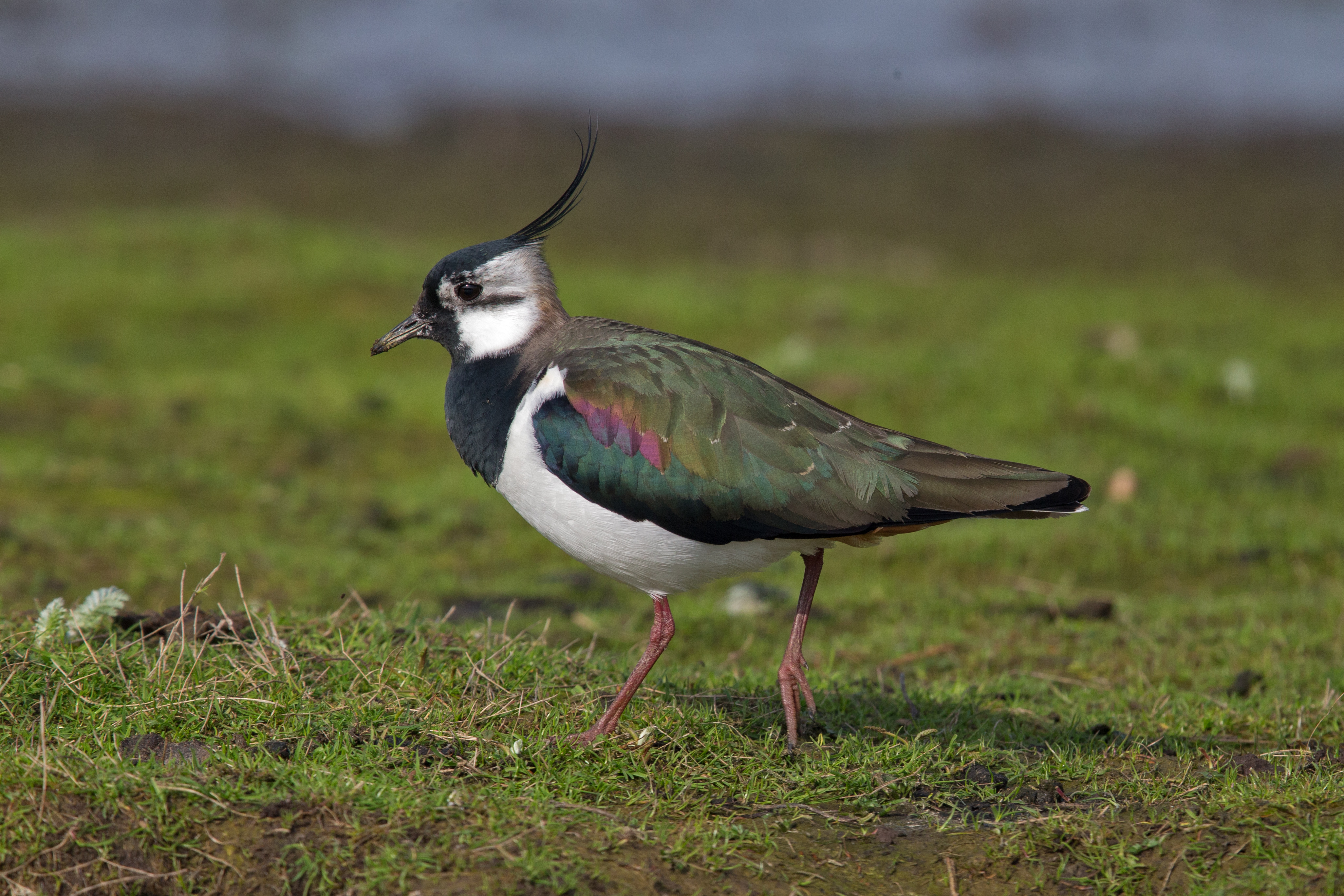
Kiebitz

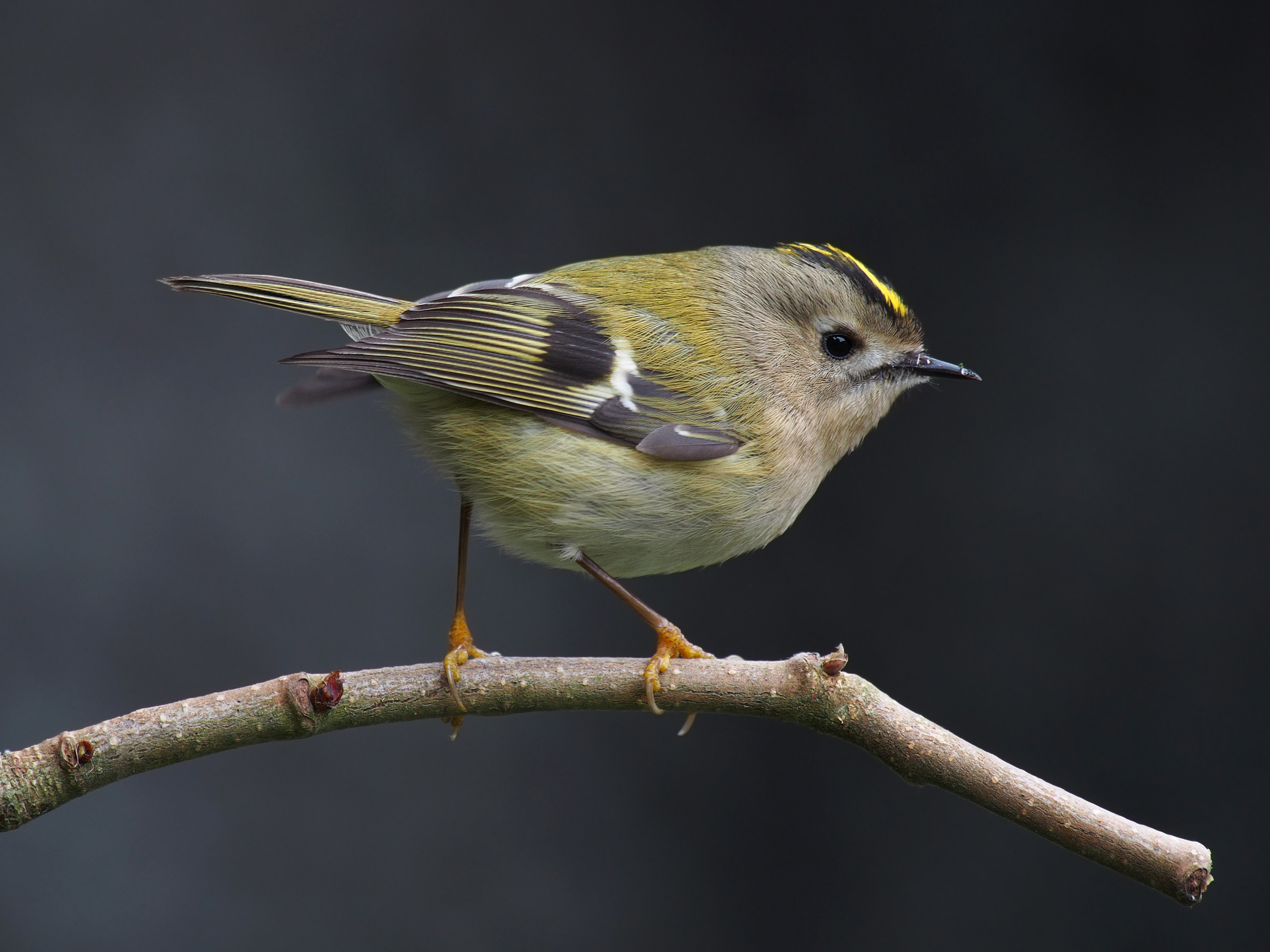
Wintergoldhähnchen

  - Goldammer (Emberiza citrinella), Vogel des Jahres 1999
  - Rohrammer, auch Rohrspatz (Emberiza schoeniclus)
- Finken (Fringillidae)
  - Bluthänfling (Carduelis cannabina)
  - Grünfink (Chloris chloris)
  - Stieglitz (Carduelis carduelis), auch Distelfink genannt
- Goldhähnchen (Regulidae)
  - Sommergoldhähnchen (Regulus ignicapilla)
  - Wintergoldhähnchen (Regulus regulus), der kleinste Vogel Europas
- Grasmückenartige (Sylviidae)
  - Feldschwirl (Locustella naevia)
- Habichtartige (Accipitridae)
  - Habicht (Accipiter gentilis)
  - Kornweihe (Circus cyaneus)
  - Mäusebussard (Buteo buteo)
- Regenpfeifer (Charadriidae)
  - Kiebitz (Vanellus vanellus)
- Rohrsängerartige (Acrocephalidae)
  - Sumpfrohrsänger (Acrocephalus palustris)
- Schnepfenvögel (Scolopacidae)
  - Bekassine (Gallinago gallinago)
- Stelzen und Pieper (Motacillidae)
  - Baumpieper (Anthus trivialis)
  - Wiesenpieper (Anthus pratensis)
  - Wiesenschafstelze (Motacilla flava flava)
- Störche (Ciconiidae)
  - Weißstorch (Ciconia ciconia)